# Edoardo Pollastri
Edoardo Pollastri (Alexandria, 27 de agosto de 1932 — São Paulo, 21 de janeiro de 2017) foi um economista, empresário e político ítalo-brasileiro. Nas Eleições legislativas na Itália em 2006 foi eleito senador pela América Meridional, subdivisão da circunscrição dos italianos residentes fora da Itália.
Pollastri foi presidente das Indústrias Alimentícias Visconti (conhecida fabricante de panetones), hoje pertencente ao grupo estadunidense Hershey's. De 1996 a 2002 foi presidente da Escola Italiana Eugenio Montale de São Paulo e presidente da Câmara Ítalo-Brasileira de Comércio e Indústria.
Inscrito na lista do partido A União, no dia 24 de abril de 2006 foi confirmada sua eleição ao senado italiano, tendo obtido mais de 18 mil votos.
Morreu em 21 de janeiro de 2017, aos 84 anos.